# Agàric

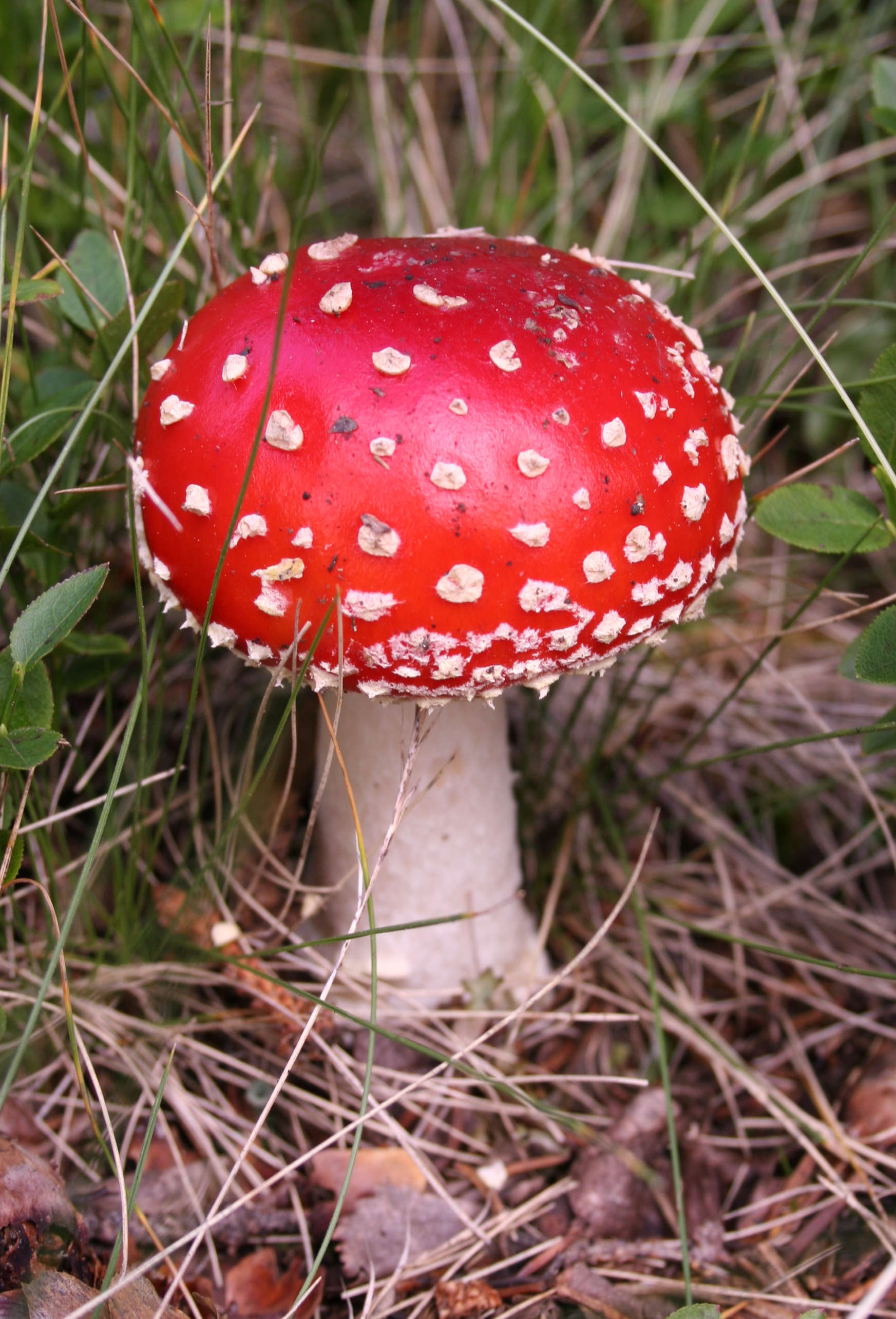
Amanita muscaria és un bolet agàric

Agàric és un tipus de cos fructífer dels fongs caracteritzat per la presència d'un capell que està clarament diferenciat de l'estípit (tija), amb làmines a la part de sota del capell. "Agàric" també es pot referir a les espècies de bolets basidiomicets caracteritzades per un cos fructífer del tipus agàric. En la seu ús arcaic agàric significava 'fong-arbre' (derivat del llatí agaricum); però Linnaeus li va donar el sentit actual fundant el gènere Agaricus pels bolets amb làmines.
La majoria dels agàrics estan classificats dins l'ordre Agaricales, però altres grups de basidiomicets també contenen espècies agàriques. També es fa servir el terme agàricsper als membres del gènere Agaricus, i també per a membres d'altres gèneres com per exemple per a Amanita muscaria que de vegades s'anomena agàric de les mosques ("fly agaric").